# Groupe Diehl
 (janvier 2014).
Si vous disposez d'ouvrages ou d'articles de référence ou si vous connaissez des sites web de qualité traitant du thème abordé ici, merci de compléter l'article en donnant les références utiles à sa vérifiabilité et en les liant à la section « Notes et références ».

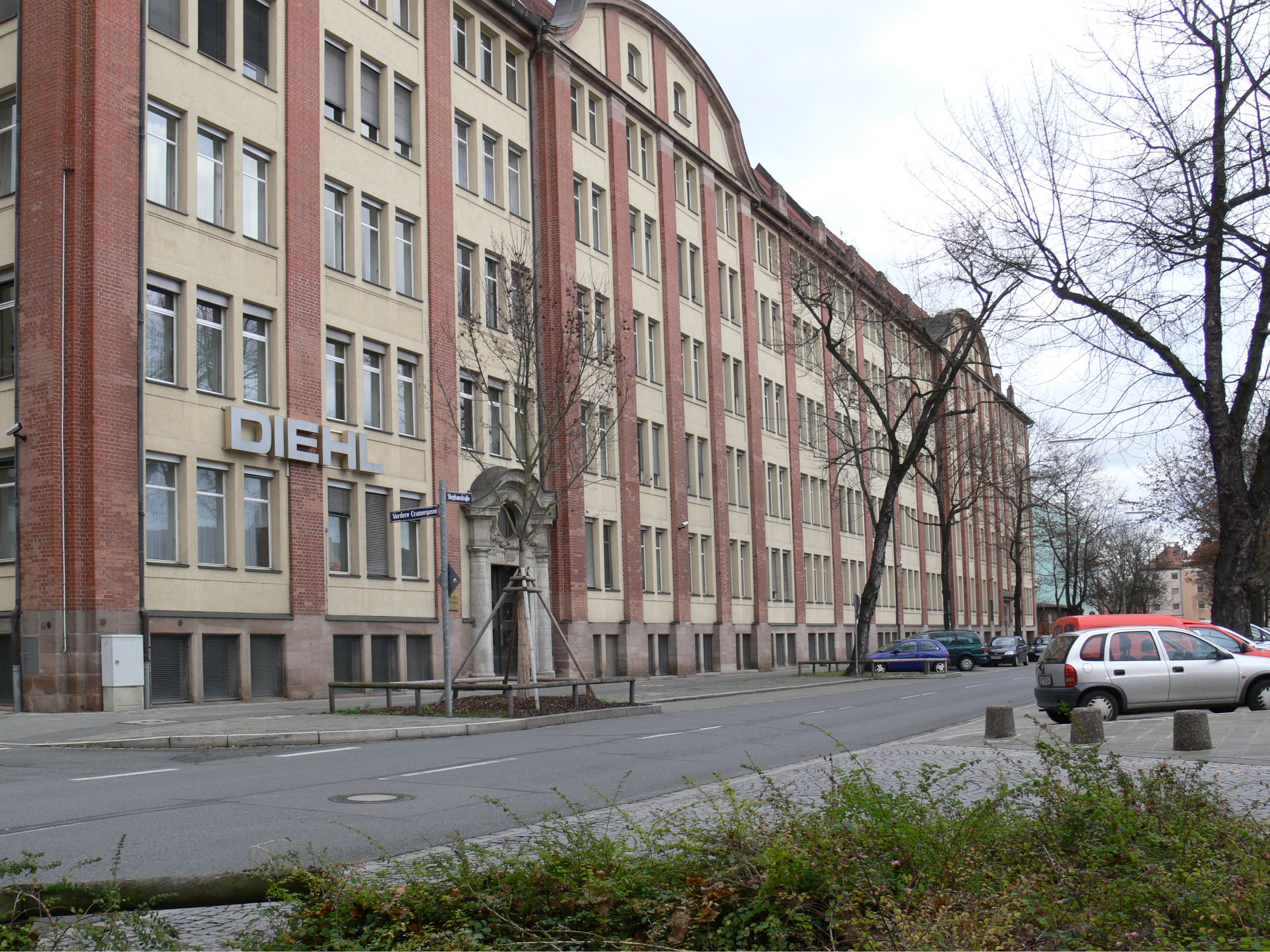
Le siège de l'entreprise

Le groupe Diehl (Diehl Gruppe) est un conglomérat d'entreprises allemandes composé de cinq divisions : Diehl Metal, Diehl Controls, Diehl Defence, Diehl Aerosystems, Diehl Metering. 
Issue d'une entreprise familiale fondée en 1902 à Nuremberg par Margarete et Heinrich Diehl spécialisée dans la fonderie d'art, de plaques commémoratives et de diverses ferrures métalliques, le groupe compte aujourd'hui plus de 80 implantations dans le monde dans les domaines de la métallurgie, de la défense, des systèmes aéronautiques et des instruments de mesure. Comme un certain nombre de grands groupes allemands, son capital est toujours essentiellement contrôlé par la famille fondatrice.
 (septembre 2014).
En 2024, l'entreprise employait 17 173 personnes et a réalisé un chiffre d'affaires de 3,749 milliards d'euros.
Diehl Group se classait en 2023 au 83e rang mondial pour la production d'armement.

## Historique
- 1902 : ouverture d'une fonderie d'art à Nuremberg par Margarete et Heinrich Diehl
- 1916 : première production de plaques métalliques pour l'effort de guerre
- 1917 : construction de l'usine métal
- 1920 : construction d'une presse moderne pour l'extrusion de tubes et câbles
- 1934 : production massive de pièces mécaniques de précision
- 1946 : poursuite de l'activité mécanique de précision pour l'horlogerie
- 1950 : début du développement de calculateurs
- 1955 : début de la production pour le secteur de la défense
- 1957-1960 : diverses acquisitions d'entreprises, fondation de Aero-Dienst GmbH, 1re activité dans la maintenance aéronautique
- 1962 : lancement de la ligne de produits technologies de l'information (Data Technology and Text Systems)
- 1985 : ouverture d'un nouveau centre de développement à Röthenbach an der Pegnitz
- 1989 : ouverture et début de production de la nouvelle division Control à Nuremberg
- 1997 : acquisition de la société Griset SA, basée à Villers-Saint-Paul, cédé ultérieurement au fonds d'investissements Bavaria IndustrieKapital[3]
- 1999 : création de Euro Rocket System GmbH, co-entreprise avec Lockheed Martin, pour le développement de munitions (roquettes...) guidées
- 2004 : création de Diehl Raytheon Missile Systeme, co-entreprise avec Raytheon
- 2009 : assemblage du premier missile RBS15 Mk3 en Allemagne
- 2010 : rachat à Airbus de DASELL Cabin Interior GmbH

## Division Diehl Metal
La division Métal du groupe Diehl est spécialisée dans les alliages de cuivre, la production de bielles, tubes et profilés en plus de 60 divers alliages, les pièces estampées, les anneaux de synchronisation, les bandes et câbles en cuivre, les pièces estampées de précision pour l’électronique et les composants mêlant métal et plastiques

## Division Diehl Aerosystems
La division s'articule autour des activités: systèmes, équipements cabine (cabine interiors) et services.
La partie systèmes conçoit et produit (parfois en partenariat avec d'autres entreprises, comme Thales avec lequel elle a formé en 2000 une co-entreprise Diehl Aerospace Gmbh ) des systèmes cockpit et d'affichage, des panneaux de contrôle, des unités de contrôle de vol, des systèmes d'éclairage cabine et des systèmes de visée et d'affichage sur casque.
Concernant les équipements cabine, le groupe est présent dans le domaine de la distribution d'air (conduites, ventilation, contrôle de température), des meubles et cloisons (couchettes de la salle de repos de l'équipage...), des garnitures intérieures de fuselage et portes et les compartiments à bagages, des modules de « confort » (salles d'eau/toilettes) et de services (compartiment stockage restauration, bar, premiers soins...) ou encore les aménagements luxueux (VIP).
En 2017, la société DIEHL a modifié le nom de cette division, qui s'appelle désormais DIEHL Aviation.